# Grammy Award para Melhor Gravação de Dance
O Grammy Award para Best Dance Recording é uma das categorias da Grammy Awards, uma cerimónia estabelecida em 1958, e originalmente denominada como Gramophone Awards, que presenteia músicos por trabalhos com qualidade vocal e instrumental em performances de género dance music. As várias categorias são apresentadas anualmente pela National Academy of Recording Arts and Sciences dos Estados Unidos em "honra da realização artística, proficiência técnica e excelência global na indústria da gravação, sem ter em conta as vendas de álbuns ou posições nas tabelas musicais".
O primeiro prémio foi atribuído em 1998 a Donna Summer e Giorgio Moroder pela canção "Carry On". Em 2003, a categoria foi movida da área "Pop" para uma nova denominada "Dance", que contém também a Best Electronica/Dance Album. De acordo com a Academia, o troféu é destinado a performances a solo, duo, em grupo ou colaborativas (vocal ou instrumental), e é limitado apenas a singles ou faixas. Os vencedores incluem muitas vezes os produtores musicais, engenheiros e/ou misturadores associados à obra em nomeação para além dos artistas.
O produtor Skrillex e o cantor Justin Timberlake são os únicos que ganharam mais do que uma vez, com três e dois galardões, respetivamente. Desde da sua criação, os artistas norte-americanos são os mais indicados do que qualquer outra nacionalidade, embora muitas vezes se tenham apresentados músicos do Reino Unido, Austrália, Barbados, França e Itália. Madonna detém o recorde do maior número de nomeações, com cinco, e Gloria Estefan de maior número de indicações sem vitórias, com três.

## História
Embora não tenha sido a primeira a sugerir que o género fosse reconhecido oficialmente, Ellyn Harris e o seu Committee for the Advancement of Dance Music encorajou a  National Academy of Recording Arts and Sciences durante dois anos para reconhecer oficialmente o dance music. Alguns membros da Academia debateram se, com o seu uso pesado, remistura, "falta de melodia ou verso", e numerosas variedades, seria realmente considerada música. Outros estavam preocupados por pensar que não era um género duradouro, temendo que a categoria tivesse de enfrentar a aposentadoria muito parecida com a Best Disco Recording, que foi apresentada por um ano apenas, em 1980.
Em 1998, os esforços de Harris e do seu comité tiveram os seus resultados, e a Academia atribuiu o primeiro prémio a Donna Summer e Giorgio Moroder com "Carry On". Enquanto que a organização foi citada por dizer que considerava a "dance music de artistas pop como algo que tinha sido criado em momentos mais frívolos", Ivan Bernstein, diretor-executivo do departamento Flórida, insistiu que um prémio de primazia para o género não existiria se houvesse "uma preocupação com a excelência" por parte da academia. Na 54.ª edição, em 2012, a academia estabeleceu alterações nos critérios para os nomeados da categoria, dando maior visibilidade aos DJ e a outros atos de dance.

## Vencedores
| Ano  | Artista(s) | Obra                                            | Nomeados | Referência |
| ---- | --- | ----------------------------------------------- | --- | ---------- |

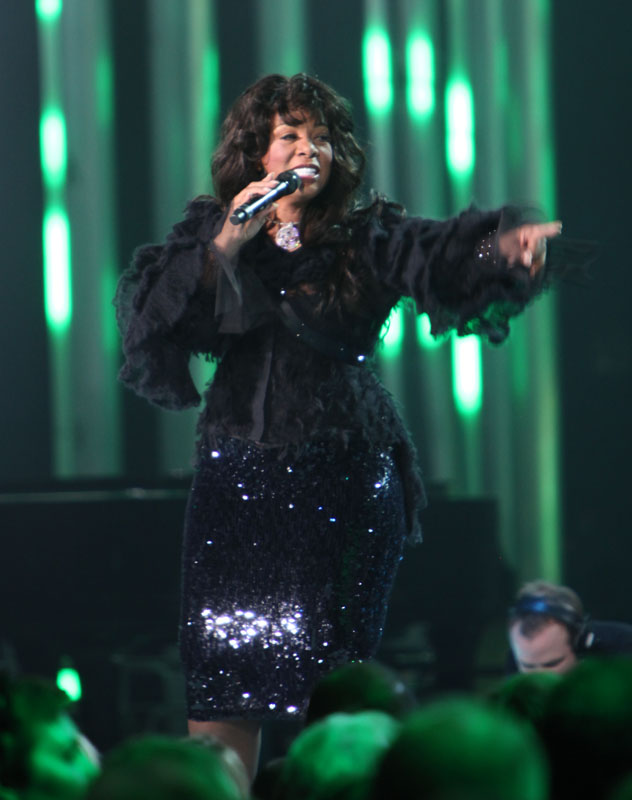
Donna Summer, a primeira vencedora da categoria em 1998 por "Carry On".

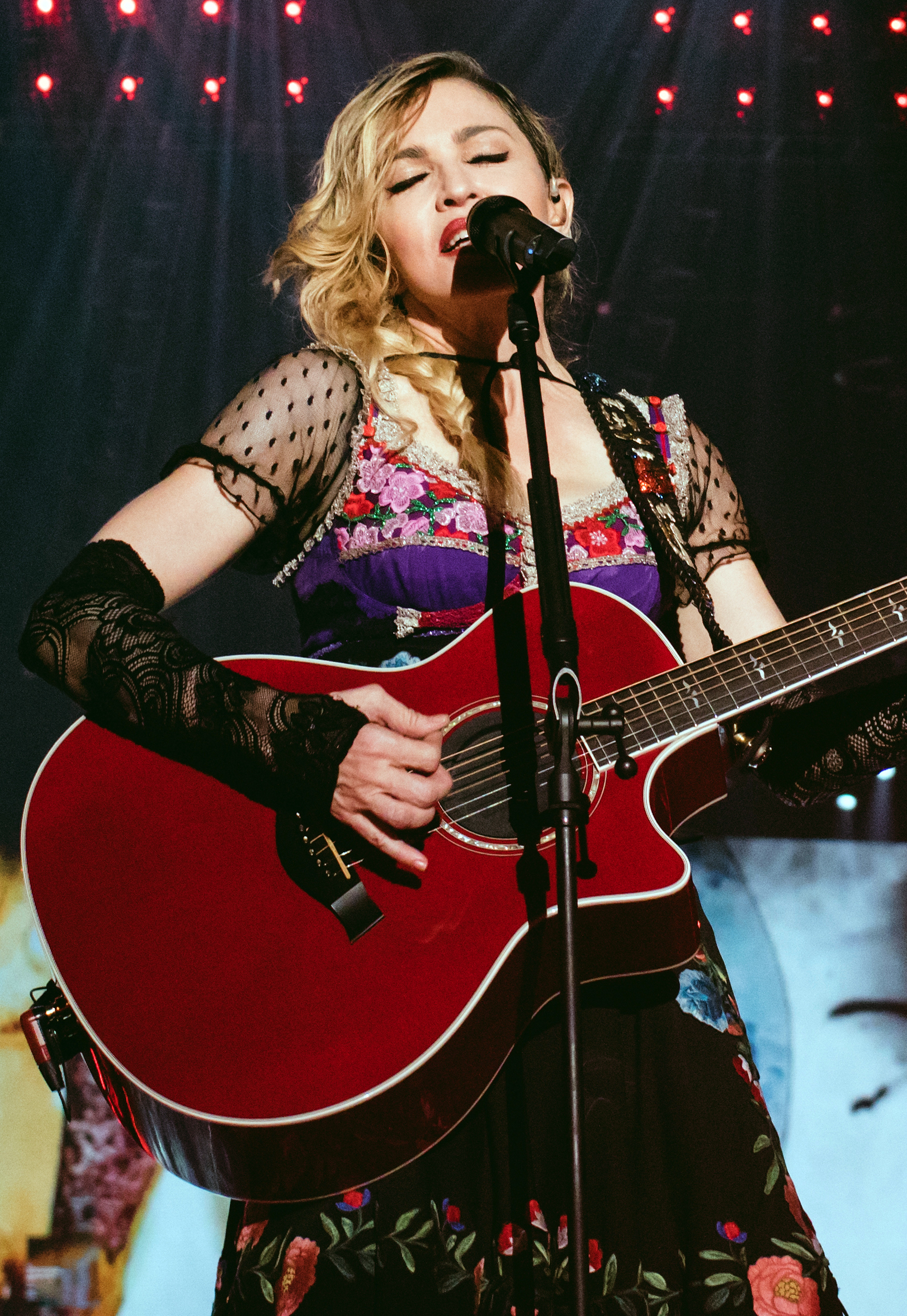
Madonna, vencedora em 1999 com a gravação de "Ray of Light" e indicada mais recentemente por "Celebration" em 2010.

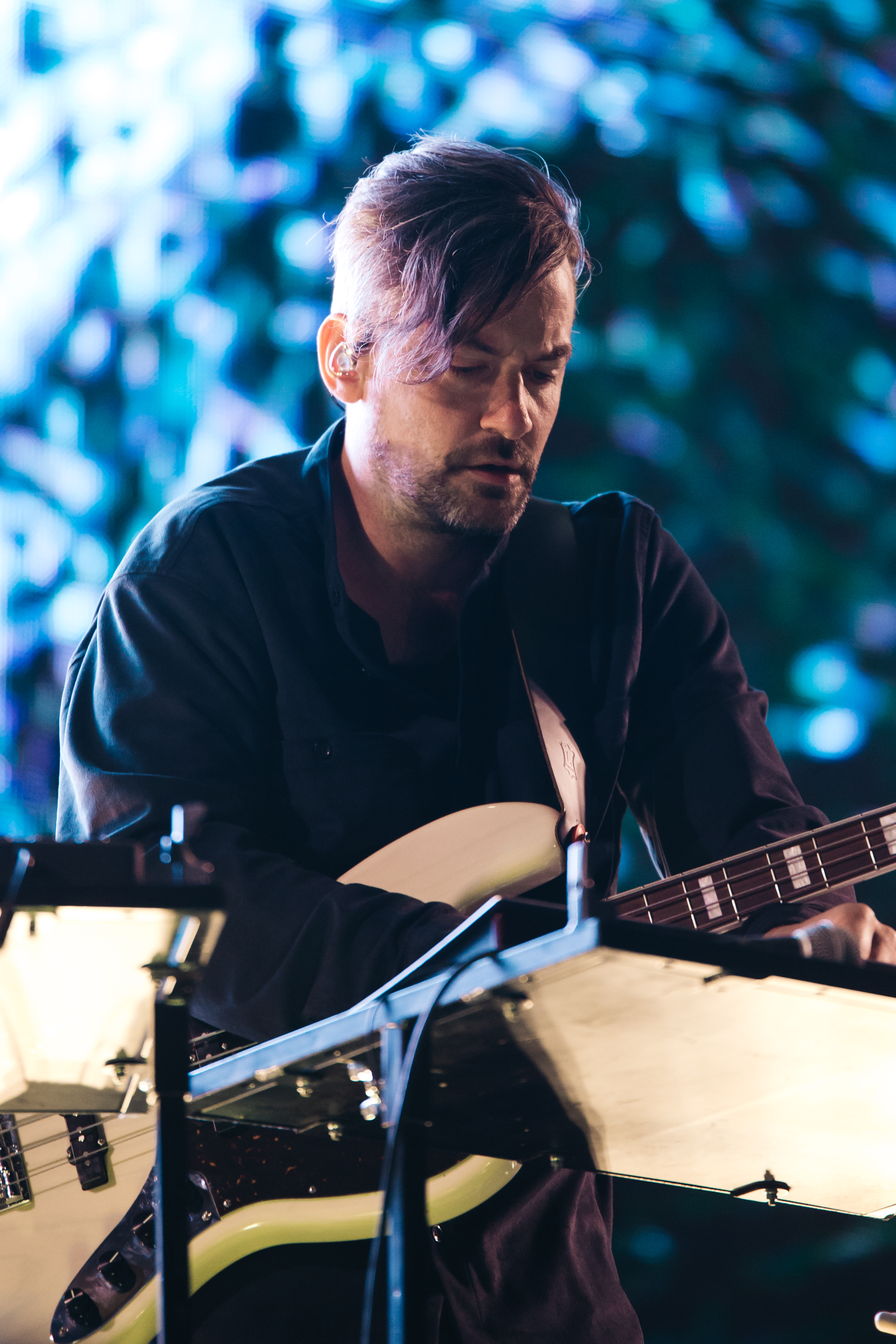
Bonobo totaliza 5 indicações ao prêmio, a mais recente em 2023 por "Rosewood".

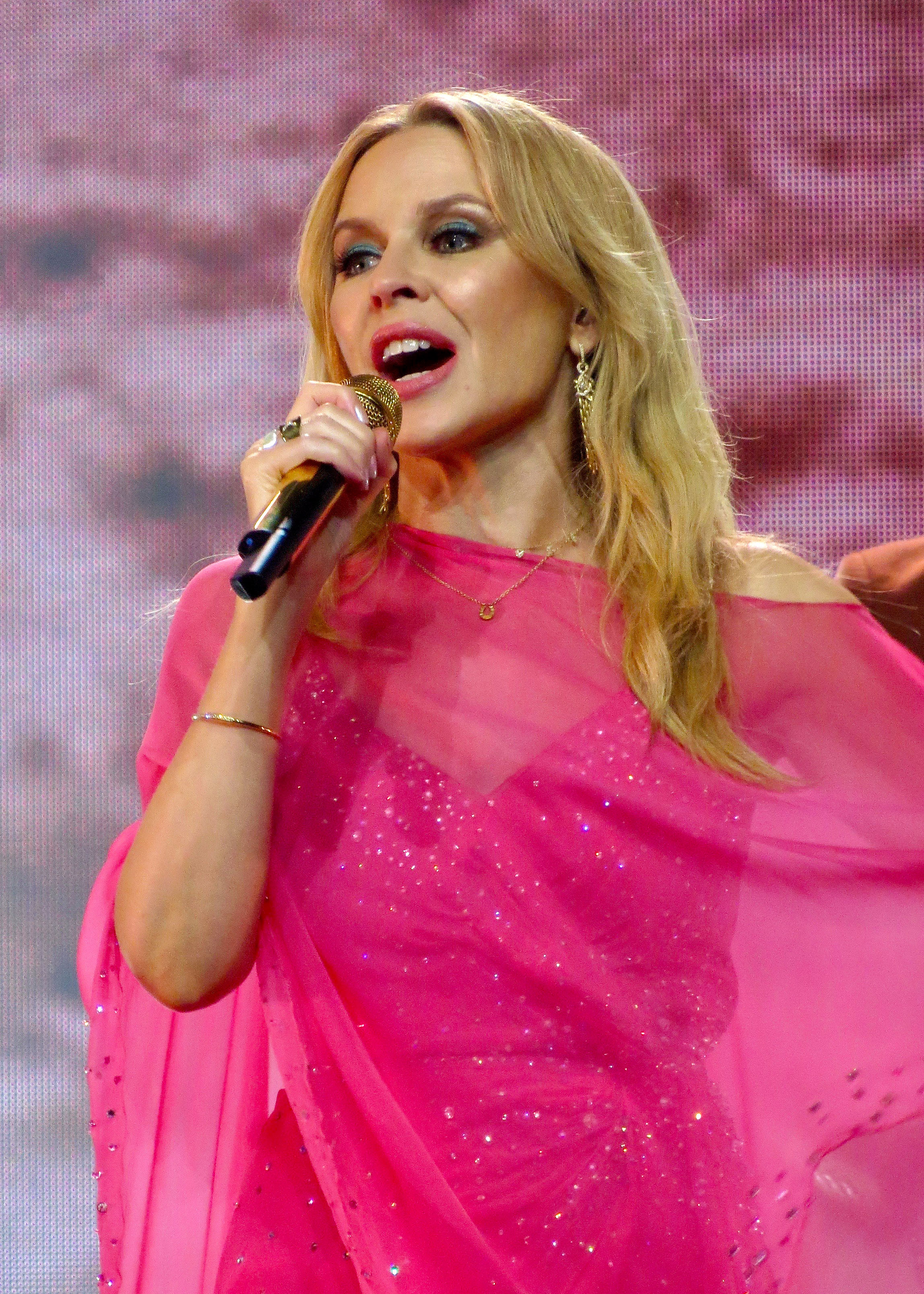
Kylie Minogue recebeu o prêmio em 2004 por "Come into My World".

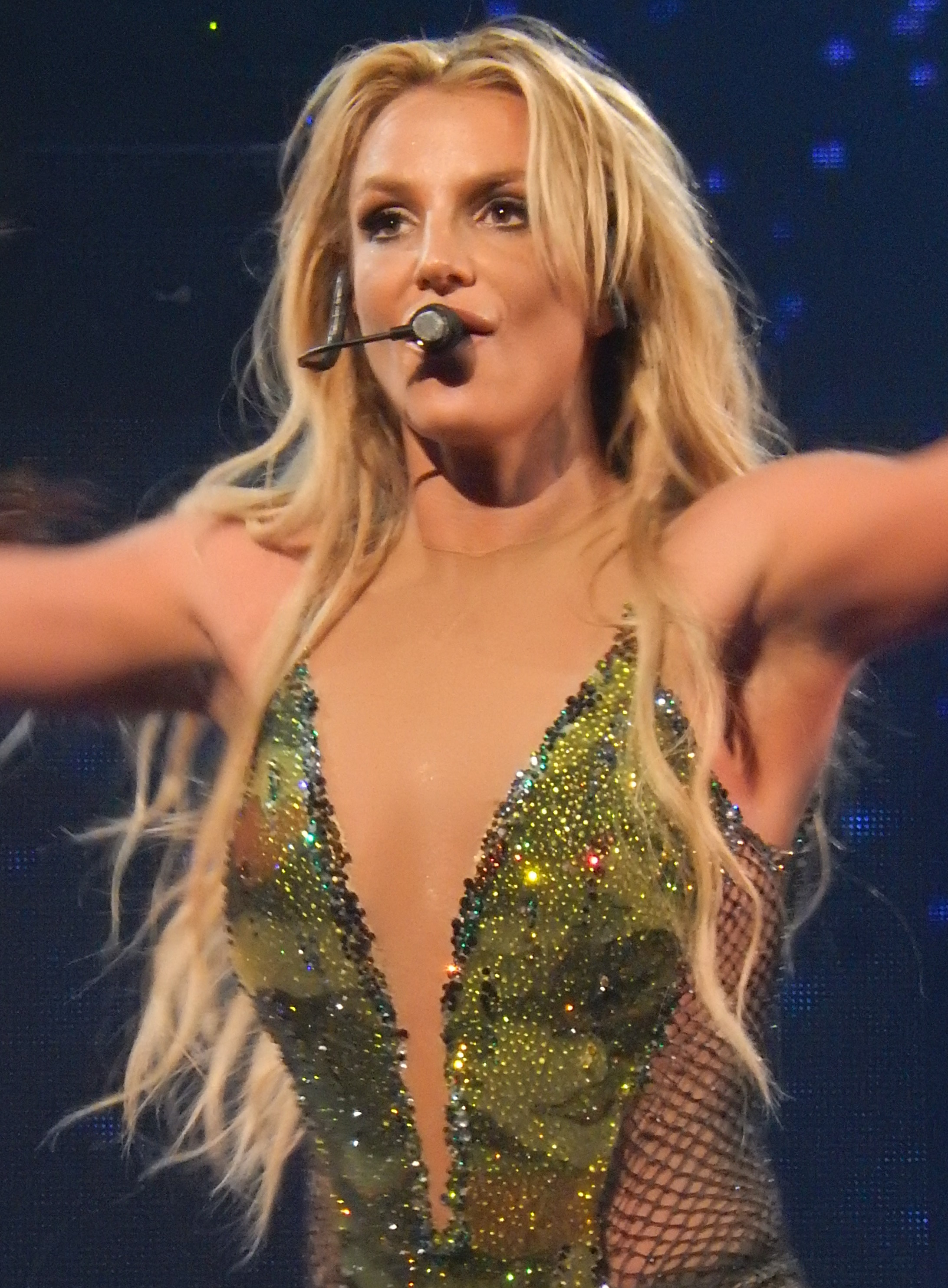
Britney Spears, vencedora em 2005 com "Toxic" do álbum In The Zone.

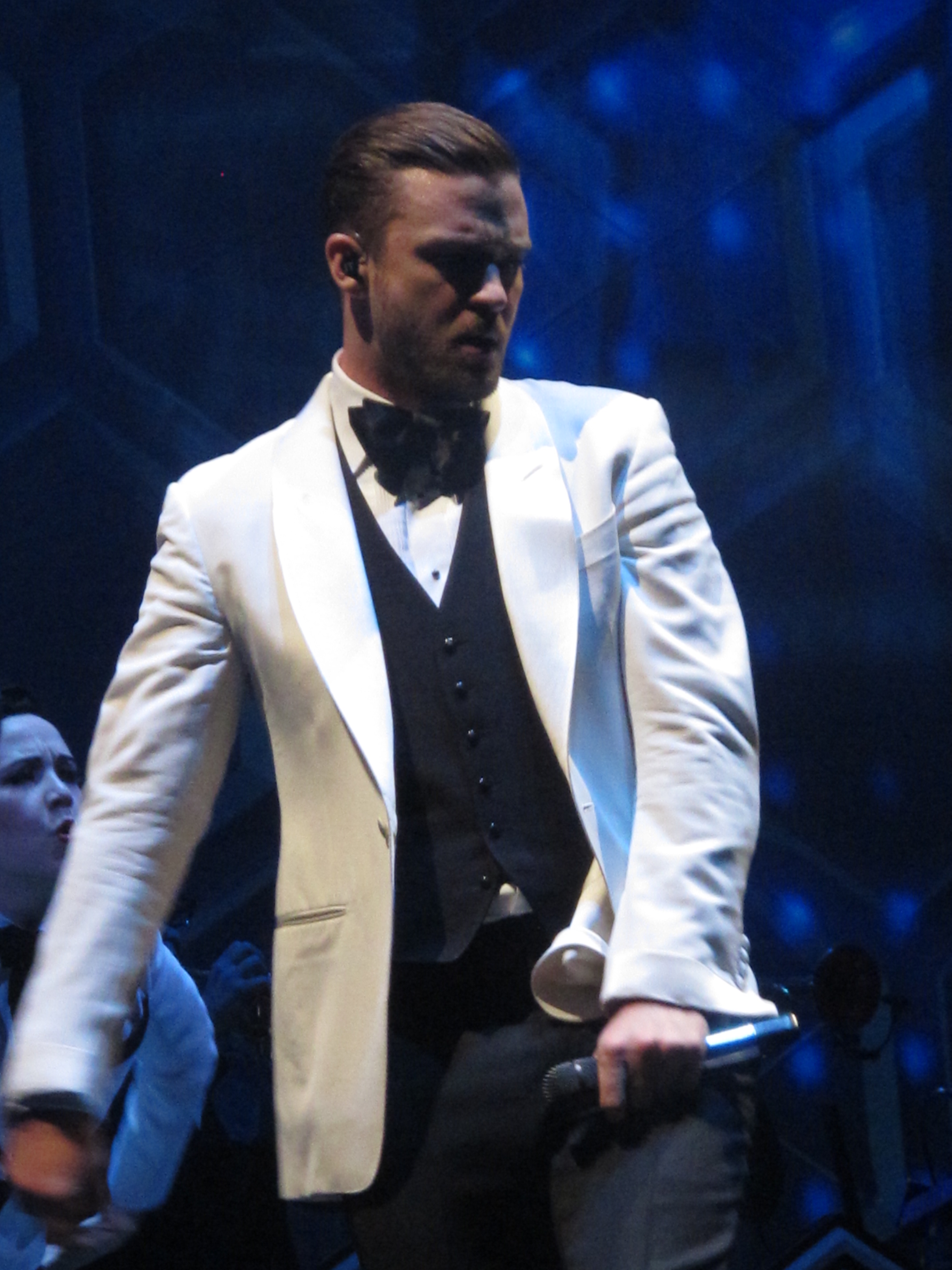
Justin Timberlake, vencedor em 2007 e 2008 por "SexyBack" e "LoveStoned", respectivamente.

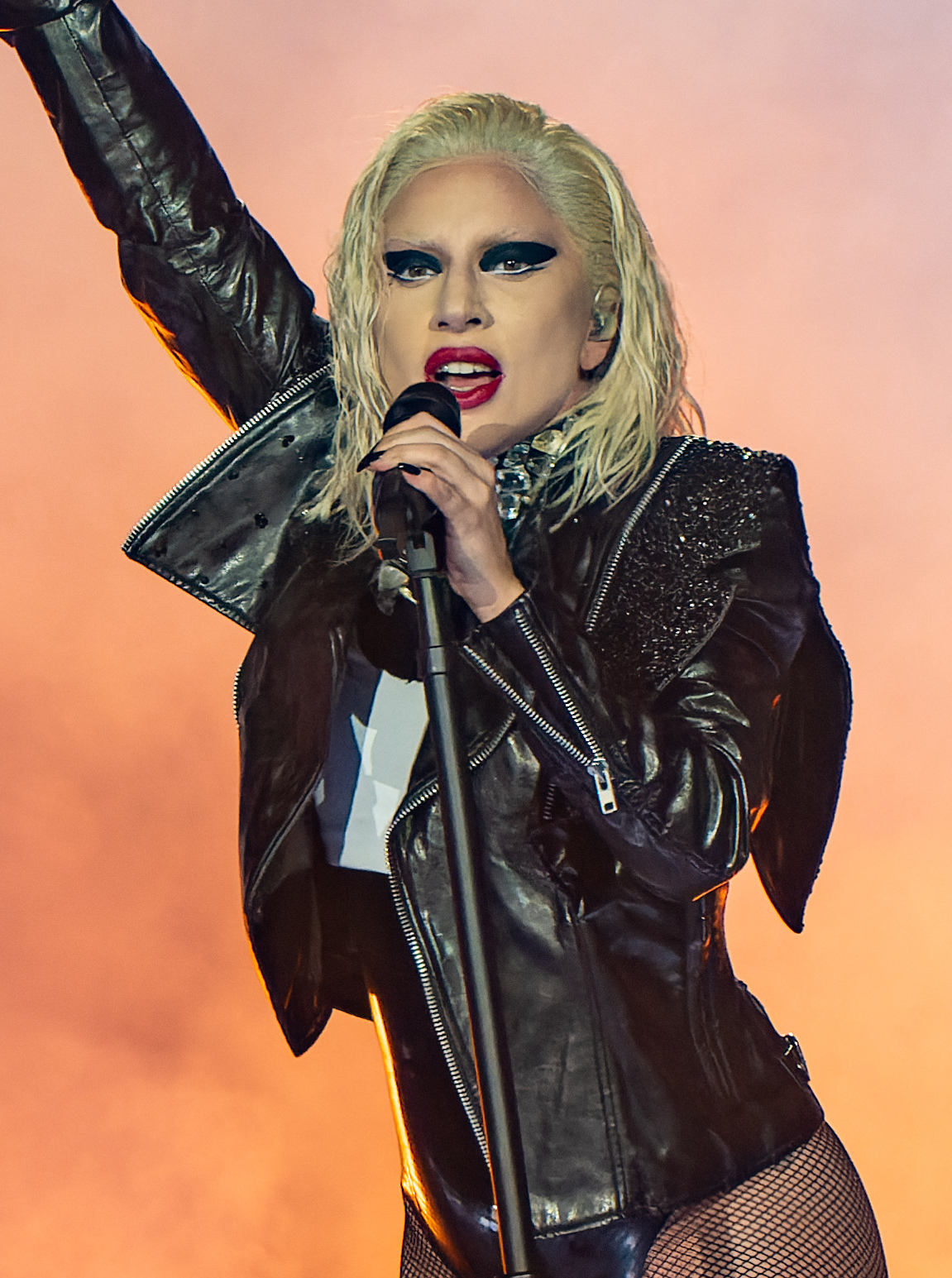
Lady Gaga foi vencedora em 2010 com "Poker Face", segundo single de The Fame.

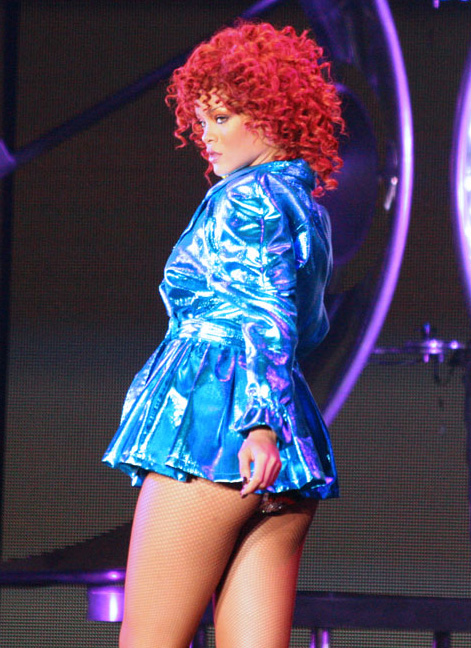
Rihanna possui 3 indicações na categoria, a mais recente por "Only Girl (In the World)" em 2011.

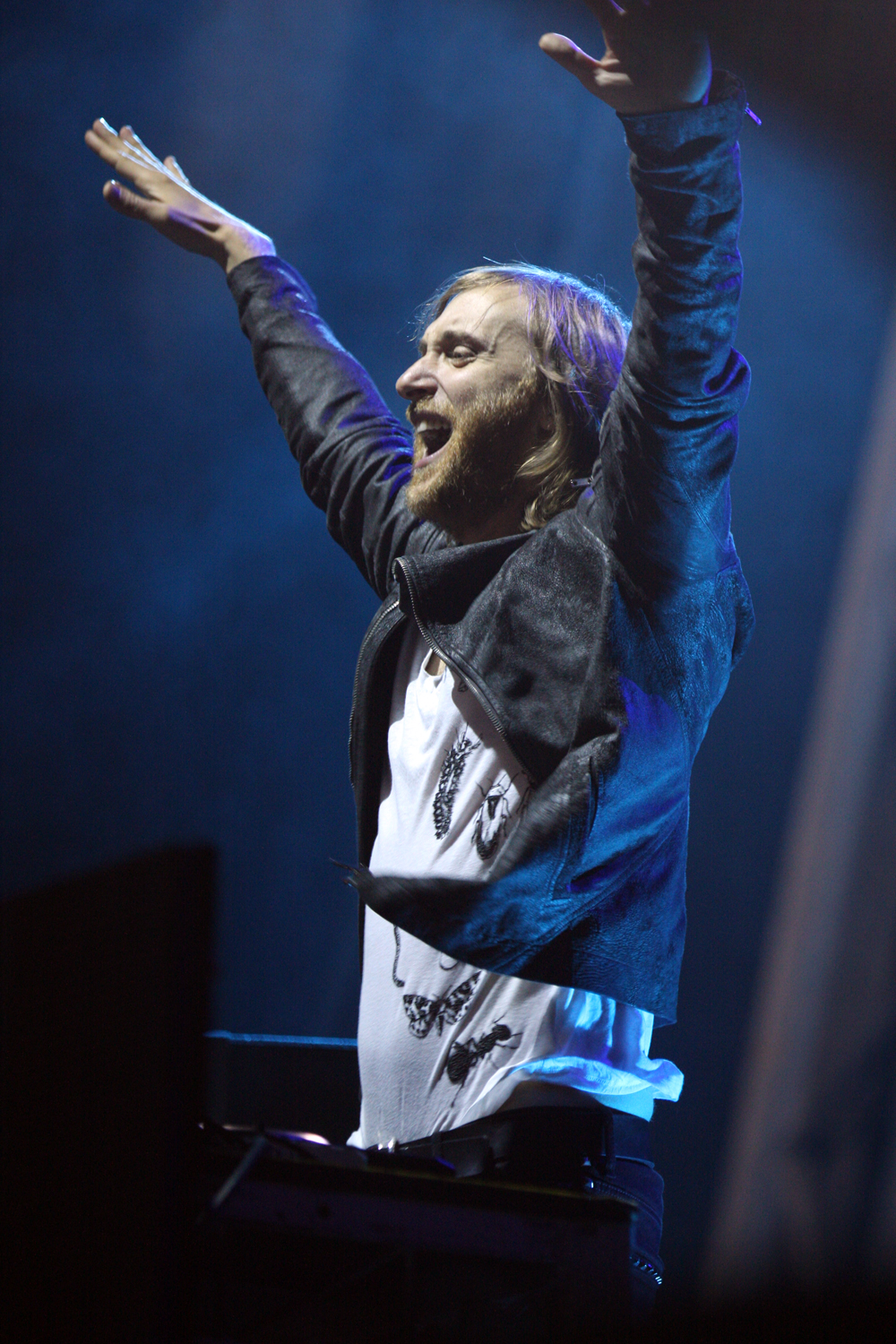
David Guetta possui 4 indicações ao prêmio, sendo a mais recente por "I'm Good (Blue)" em 2023.

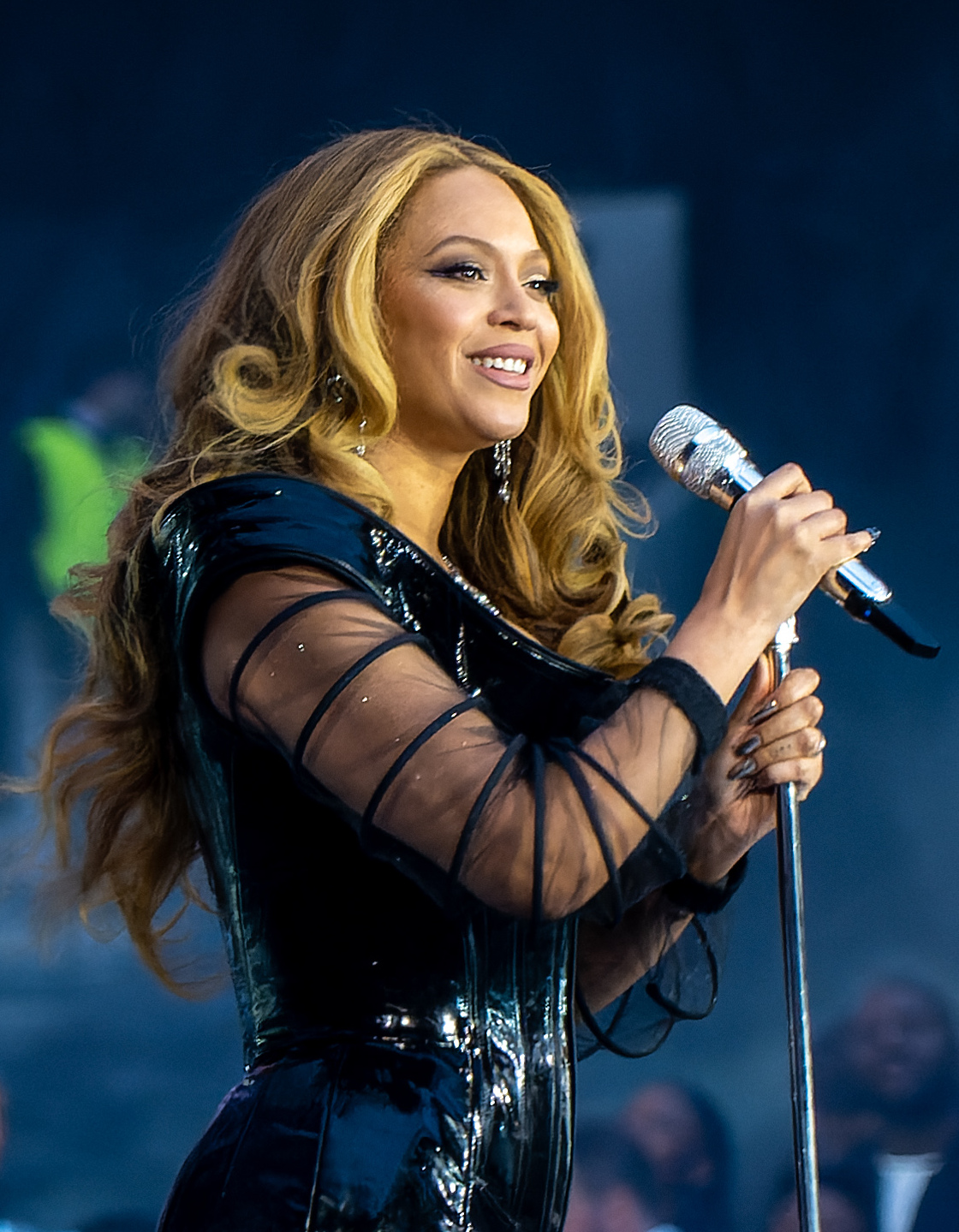
Beyoncé, vencedora em 2023 por "Break My Soul".

| 1998 | Donna Summer e Giorgio Moroder                                                                                            | "Carry On"                                      | - Daft Punk – "Da Funk" - Gina G – "Ooh Aah... Just a Little Bit" - Pet Shop Boys – "To Step Aside" - Quad City DJ's – "Space Jam"                                                                                | [ 7 ]      |
| 1999 | Madonna | "Ray of Light"                                  | - Boy George – "When Will You Learn" - Daft Punk – "Around the World" - Gloria Estefan – "Heaven's What I Feel" - Cyndi Lauper – "Disco Inferno"                                                                  | [ 8 ]      |
| 2000 | Cher | "Believe"                                       | - Gloria Estefan – "Don't Let This Moment End" - Fatboy Slim – "Praise You" - Jennifer Lopez – "Waiting for Tonight" - Donna Summer – "I Will Go with You (Con te partirò)"                                       | [ 9 ]      |
| 2001 | Baha Men | "Who Let the Dogs Out?"                         | - Eiffel 65 – "Blue (Da Ba Dee)" - Enrique Iglesias – "Be with You" - Jennifer Lopez – "Let's Get Loud" - Moby – "Natural Blues"                                                                                  | [ 10 ]     |
| 2002 | Janet Jackson | "All for You"                                   | - Daft Punk e Romanthony – "One More Time" - Depeche Mode – "I Feel Loved" - Gloria Estefan – "Out of Nowhere" - Lionel Richie – "Angel"                                                                          | [ 11 ]     |
| 2003 | Dirty Vegas | "Days Go By"                                    | - Daniel Bedingfield – "Gotta Get thru This" - Groove Armada – "Superstylin'" - Kylie Minogue – "Love at First Sight" - No Doubt – "Hella Good"                                                                   | [ 12 ]     |
| 2004 | Kylie Minogue | "Come Into My World"                            | - Cher – "Love One Another" - Groove Armada – "Easy" - Madonna – "Die Another Day" - Télépopmusik – "Breathe" | [ 13 ]     |
| 2005 | Britney Spears | "Toxic"                                         | - Basement Jaxx e Lisa Kekaula – "Good Luck" - Kylie Minogue – "Slow" - Scissor Sisters – "Comfortably Numb" - The Chemical Brothers – "Get Yourself High"                                                        | [ 14 ]     |
| 2006 | The Chemical Brothers e Q-Tip                                                                                             | "Galvanize"                                     | - Deep Dish – "Say Hello" - Fatboy Slim e Lateef – "Wonderful Night" - LCD Soundsystem – "Daft Punk Is Playing at My House" - Kylie Minogue – "I Believe in You" - New Order – "Guilt Is a Useless Emotion"       | [ 15 ]     |
| 2007 | Justin Timberlake e Timbaland                                                                                             | "SexyBack"                                      | - Depeche Mode – "Suffer Well" - Goldfrapp – "Ooh La La" - Madonna – "Get Together" - Pet Shop Boys – "I'm with Stupid"                                                                                           | [ 4 ]      |
| 2008 | Justin Timberlake | "LoveStoned/I Think She Knows"                  | - Justice – "D.A.N.C.E." - Mika – "Love Today" - Rihanna – "Don't Stop the Music" - The Chemical Brothers – "Do It Again"                                                                                         | [ 16 ]     |
| 2009 | Daft Punk | "Harder, Better, Faster, Stronger (Alive 2007)" | - Hot Chip – "Ready for the Floor" - Lady Gaga e Colby O'Donis – "Just Dance" - Madonna – "Give It 2 Me" - Rihanna – "Disturbia" - Sam Sparro – "Black and Gold"                                                  | [ 17 ]     |
| 2010 | Lady Gaga | "Poker Face"                                    | - David Guetta e Kelly Rowland – "When Love Takes Over" - Madonna – "Celebration" - Britney Spears – "Womanizer" - The Black Eyed Peas – "Boom Boom Pow"                                                          | [ 18 ]     |
| 2011 | Rihanna | "Only Girl (In the World)"                      | - Goldfrapp – "Rocket" - La Roux – "In for the Kill" - Lady Gaga – "Dance in the Dark" - Robyn – "Dancing on My Own"                                                                                              | [ 19 ]     |
| 2012 | Skrillex | "Scary Monsters and Nice Sprites"               | - Deadmau5 & Greta Svabo Bech – "Raise Your Weapon" - Duck Sauce – "Barbra Streisand" - David Guetta & Avicii – "Sunshine" - Robyn – "Call Your Girlfriend" - Swedish House Mafia - "Save the World"              | [ 20 ]     |
| 2013 | Skrillex com Sirah | "Bangarang"                                     | - Avicii – "Levels" - Calvin Harris com Ne-Yo – "Let's Go" - Swedish House Mafia com John Martin – "Don't You Worry Child" - Al Walser – "I Can't Live Without You"                                               | [ 21 ]     |
| 2014 | Zedd com Foxes | "Clarity"                                       | - Duke Dumont com A*M*E e MNEK – "Need U (100%)" - Calvin Harris com Florence Welch – "Sweet Nothing" - Kaskade – "Atmosphere" - Armin Van Buuren com Trevor Guthrie – "This Is What It Feels Like"               | [ 22 ]     |
| 2015 | Clean Bandit com Jess Glynne                                                                                              | "Rather Be"                                     | - Basement Jaxx – "Never Say Never" - Disclosure com Mary J. Blige – "F for You" - Duke Dumont com Jax Jones – "I Got U" - Zhu – "Faded"                                                                          | [ 23 ]     |
| 2016 | Jack Ü (Skrillex e Diplo) com Justin Bieber                                                                               | "Where Are Ü Now"                               | - Above & Beyond com Zoë Johnston – "We're All We Need" - The Chemical Brothers – "Go" - Flying Lotus com Kendrick Lamar – "Never Catch Me" - Galantis – "Runaway (U & I)"                                        | [ 24 ]     |
| 2017 | The Chainsmokers com Daya · The Chainsmokers, producers; Jordan "DJ Swivel" Young, mixer                                  | "Don't Let Me Down"                             | - Bob Moses – "Tearing Me Up" - Flume com Kai – "Never Be like You" - Riton com Kah-Lo – "Rinse & Repeat" - Sofi Tukker – "Drinkee"                                                                               | [ 25 ]     |
| 2018 | LCD Soundsystem · James Murphy, producer and mixer                                                                        | "Tonite"                                        | - Bonobo com Innov Gnawa – "Bambro Koyo Ganda" - CamelPhat com Elderbrook – "Cola" - Gorillaz com DRAM – "Andromeda" - Odesza com WYNNE and Mansionair – "Line of Sight"                                          | [ 26 ]     |
| 2019 | Silk City (Diplo e Mark Ronson) com Dua Lipa · Jarami, Alexia Metric, Ritton & Silk City, producers; · Josh Gudwin, mixer | "Electricity"                                   | - Above & Beyond comRichard Bedford – "Northern Soul" - Disclosure com Fatoumata Diawara – "Ultimatum" - Fisher – "Losing It" - Virtual Self – "Ghost Voices"                                                     | [ 27 ]     |
| 2020 | The Chemical Brothers | "Got to Keep On"                                | - Bonobo - "Linked" - Meduza com Goodboys – "Piece of Your Heart" - Rüfüs Du Sol – "Underwater" - Skrillex & Boys Noize com Ty Dolla $ign – "Midnight Hour"                                                       | [ 28 ]     |
| 2021 | Kaytranada e Kali Uchis                                                                                                   | "10%"                                           | - Flume e Toro y Moi - "The Difference" - Jayda G - "Both Of Us" - Diplo e SIDEPIECE - "On My Mind" - Disclosure, Aminé e Slowthai - "My High"                                                                    | [ 29 ]     |
| 2022 | RÜFÜS DU SOL | "Alive"                                         | - Afrojack e David Guetta – "Hero" - Ólafur Arnalds e Bonobo – "Loom" - James Blake – "Before" - Bonobo e Totally Enormous Extinct Dinosaurs – "Heartbreak" - Caribou – "You Can Do It" - Tiësto – "The Business" | [ 30 ]     |
| 2023 | Beyoncé | "Break My Soul"                                 | - Bonobo – "Rosewood" - Diplo e Miguel – "Don't Forget My Love" - David Guetta e Bebe Rexha – "I'm Good (Blue)" - Kaytranada e H.E.R. – "Intimidated" - RÜFÜS DU SOL – "On My Knees"                              | [ 31 ]     |
| 2024 | Kylie Minogue | Padam Padam                                     | - "Baby Don’t Hurt Me" – David Guetta, Anne-Marie e Coi Leray - "Miracle" – Calvin Harris com part. de Ellie Goulding - "One in a Million" – Bebe Rexha e David Guetta - "Rush" – Troye Sivan                     | [ 32 ]     |